# کوه میکونی (هاکونه)
میکونی یاما (به ژاپنی: 三国山 Mikuniyama) در استان کاناگاوا (神奈川県) قرار دارد. ارتفاع این کوه ۱۱۰۲ متر است. این کوه یکی از کوه‌های هاکونه (箱根山) محسوب می‌شود.

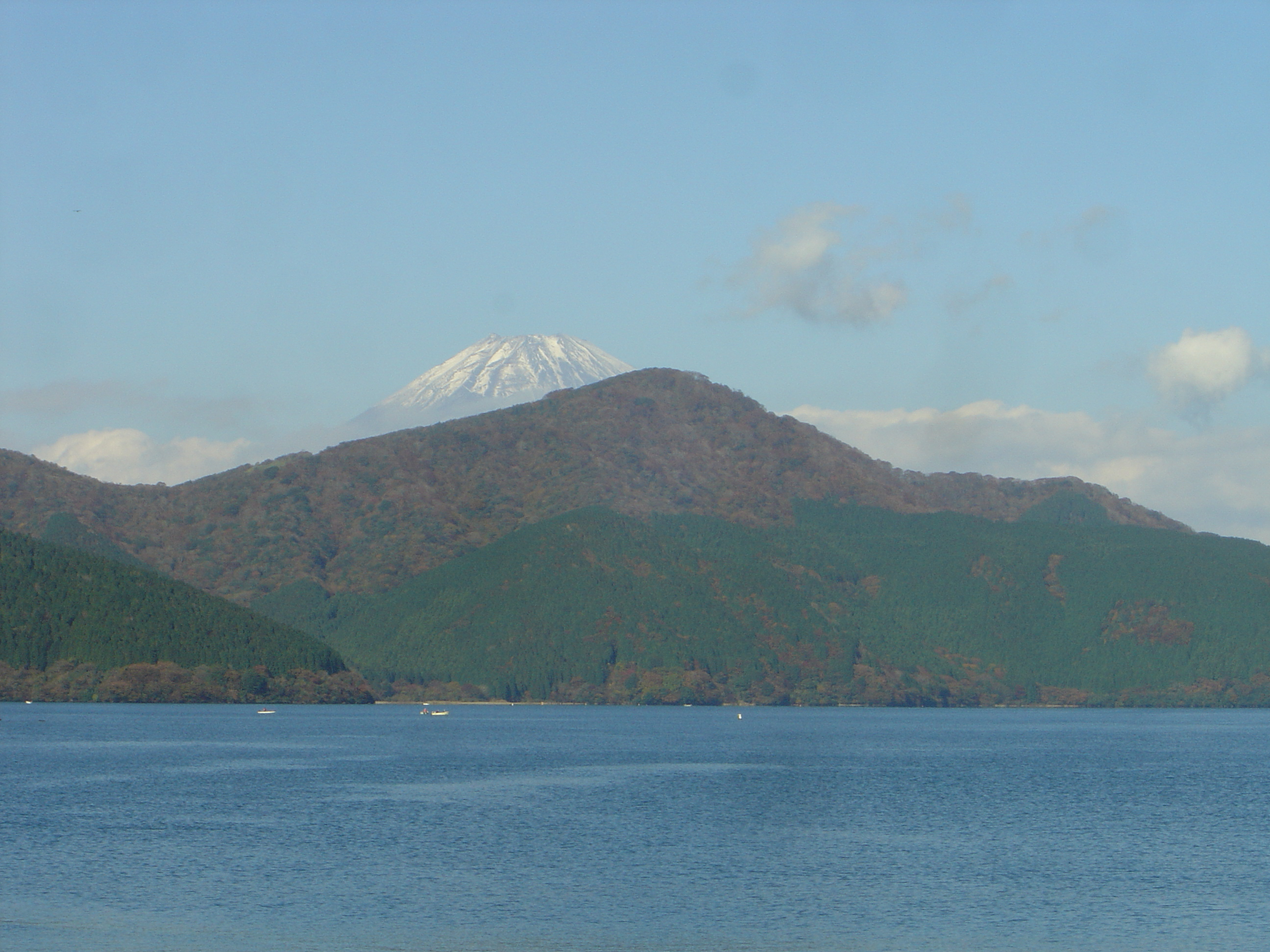
کوه میکونی (神山) و دریاچهٔ آشی نو کو در ناحیهٔ هاکُونه.